# قهوجي دنشاو عدن والا

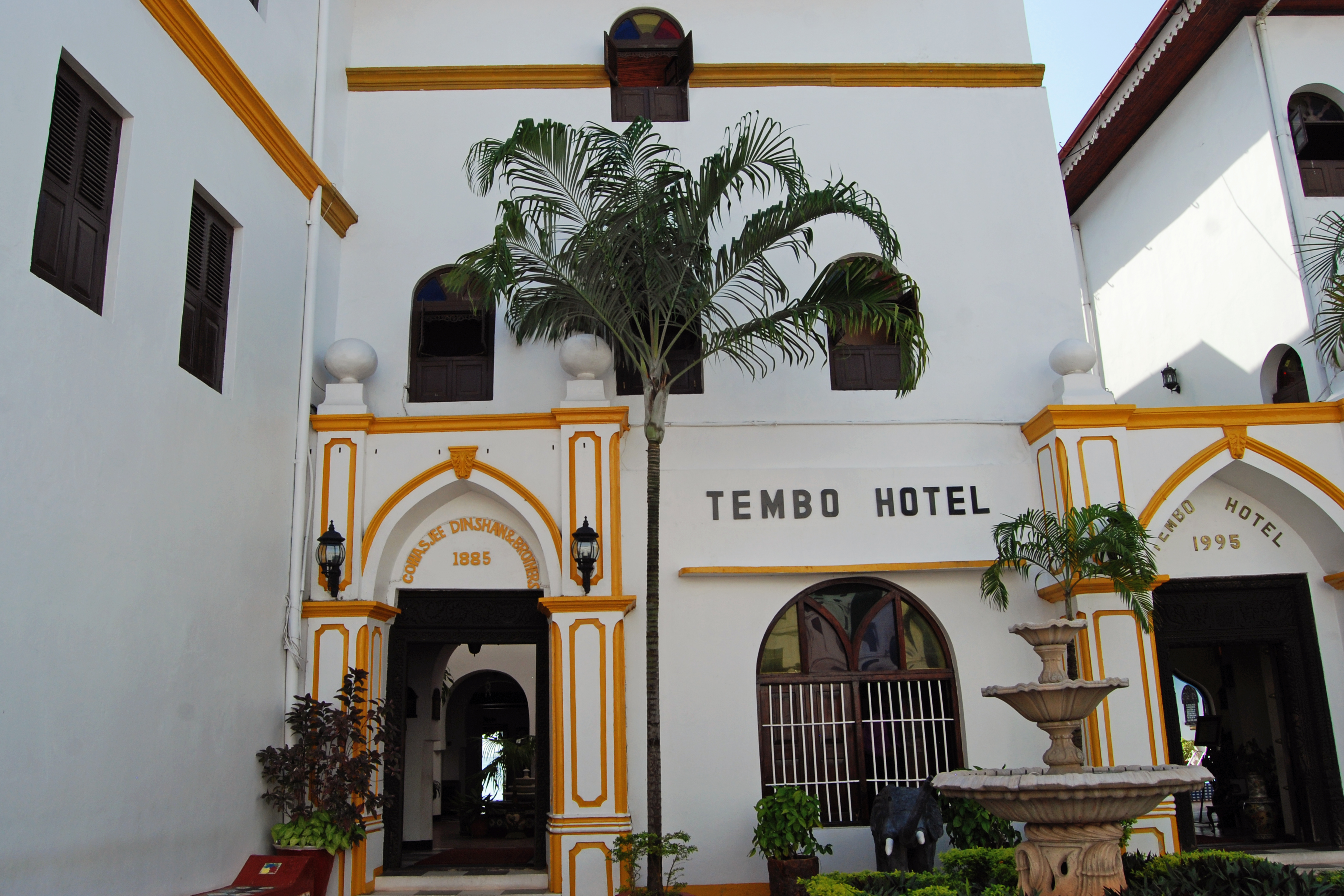
اسم الشركة كما يظهر اليوم في مدخل أحد الفنادق في زنجبار

قهوجي شافاكشا دنشاو (عدن والاّ) (1827–1900) تاجر من أصل فارسي عام 1827 من مدينة سورات الهندية، هاجر عام 1855 إلى مدينة عدن ليستقر فيها، حيث ساهم بشكل ملحوظ في تطوير هذه المدينة لتصبح ميناء مزدهرا في وقت لاحق، وأضاف إلى نهاية اسمه اسم (عدن والاّ-Adenwalla) تيمنا بمدينة عدن.

## التجارة في عدن
دخل السيد قهوجي كشريك في العمل المصرفي للكابتن لوك توماس، وتأسست شركة ذات مسئولية محدودة عرفت باسم لوك توماس وشركاه (المحدودة)، وفي 1875 قام السيد قهوجي بتشييد بناية لأعماله التجارية في هذا الشاطئ الهلالي (سمي لاحقا بشارع الهلال)، كما شيد عام 1877 فندقا قريبا من عمارته سمي فندق (مارينا). تحولت ملكية هذا الفندق فيما بعد إلى تاجر فرنسي قام بتغيير اسم الفندق إلى فندق أوروبا، ثم امتلكه لاحقا في 1915 السيد يهودا الذي أرجع اسمه الأصلي (مارينا).
كما نجح السيد قهوجي في الحصول على حق الامتياز لإنشاء سكة حديد بطول 120 كلم تمتد من عدن حتى الضالع، بعد أن نجح في الحصول على موافقة سلطان لحج على مرور الخط الحديدي على أراضيه مقابل 4% من أرباح تشغيل الخط، إضافة إلى واحد بنس لكل مساحة مربعة أخذت من الأراضي لصالح الخط.
وقد كان مخططا أن تبدأ الـ 60 كلم الأولى من مدينة المعلا حتى منطقة (نوبة دكيم)، إلاّ أنه ولسبب غير معروف، تم التخلي عن هذا المشروع. (ملاحظة: في عام 1919 تم تنفيذ هذا المشروع من قبل شركة البنجاب للسكك الحديدية، واستمر القطار يعمل عشر سنوات، بعدها توقفت حركة القطار نهائيا بعد أن صارت إيراداته أقل من تكاليف تشغيله.
وبعد افتتاح قناة السويس في عام 1869 قام السيد قهوجي بتأسيس شركة لتموين البواخر بالفحم في منطقة (حجيف) حيث كان يبيع 60 ألف طن من الفحم سنويا، وهذه الكمية كانت تشكل حوالي 50% من إجمالي مبيعات الفحم الكلية آنذاك.
ما أمتلك ما يقارب 300 سفينة شراعية متوسطة وصغيرة (بعضها مستأجرة) كانت تقوم بنقل حوالي 55 طنا سنويا من البضائع، وتقوم بنقل المسافرين والبريد من وإلى ساحل الصومال.

## الأعمال الدينية
شيد برج الصمت أو كما يعرف بمقبرة الفرس في عام 1854 إلى جانب بناه بعض المساجد للسكان المسلمين.

## وفاته
توفي السيد قهوجي عام 1900، حيث خلفه أولاده وإخوانه في إدارة أعماله المختلفة.